# 峯田茉優
峯田 茉優（みねだ まゆ、1997年11月28日 - ）は、日本の女性声優、歌手。長野県出身。ヴィムス所属。

## 経歴
幼い頃より『おジャ魔女どれみ』や、『ふたりはプリキュア』などのアニメを視聴していたが、はっきりとアニメ好きを自覚したのは、『ロックマンエグゼ』を視聴した際である。小学5年生の頃には、『ソウルイーター』を視聴したことがきっかけで、中二病となったと述べている。
中学1年生の頃、初めての小遣いで購入したのが、『けいおん!』において竹達彩奈が演じていた中野梓のキャラクターCDだった。
芝居自体には、自身の家族と共に観劇していた劇団四季のミュージカルを通じて興味を有していたが、声優を志したのは、高校2年生の頃である。性格の全く異なる『七つの大罪』のディアンヌと、『魔法少女まどか☆マギカ』の鹿目まどかというキャラクターを、自らのハマり役としてものにする悠木碧に憧れ、「私もお芝居をしてみたい！」と、声優となることを決めた。
日本ナレーション演技研究所を卒業し、2017年の春、ヴィムスに所属した。
2023年8月2日にデビューミニアルバム『WHO ARE ME?』をリリース。

## 人物
- 趣味・特技として、クレーンゲーム、カラオケ、イラストを描くこと、ダンス、すぐに寝られること、謎解きを挙げている[2][6]。クレーンゲームは特に箱ものの商品を獲るのが得意、イラストは幼稚園の頃から描いており、イラストレーターを目指していたこともある[7]。
- 好きなアニメは『プリキュアシリーズ』、『ラブライブ!』、『けいおん!』、『アイドルマスター シンデレラガールズ』、『ソウルイーター』、『日常』だと語っている[6]。またその『けいおん!』がきっかけで声優ユニットの「petit milady」の大ファンであると語っている[8]。
- 好きな食べ物は刺身、麻婆豆腐、ラーメン、抹茶味のスイーツ。苦手な食べ物は酢の物である[6]。
- 電柱や建設機械、パンタグラフといった無機物なものを好きだと語っている[9]。
- 中学時代は小学生の頃からロボットが好きで、技術部に入部したかったが、姉が同じ中学の美術部で、「同じことやるのもいいな」と思って、美術部に所属していた[4]。中学3年生の時は、「月一の会議に出てる私かっこいい！」というだけの理由で部長を務めた[4]。
- 仲の良い声優は涼本あきほ[10]。
- 『本気!アニラブ』の第11期の女性パーソナリティによるユニット・せぞん[メンバー 1]のメンバーである[11]
- 声優の厚木那奈美とは中学生時代の同級生であり、自身がパーソナリティを務める『本気!アニラブ』で共演を果たしている[12][13]。

## 出演
太字はメインキャラクター。

### テレビアニメ
2018年
- メルクストーリア -無気力少年と瓶の中の少女-（子供）
- となりの吸血鬼さん（女の子A）

2019年
- ドメスティックな彼女（女子生徒B）
- ぼくたちは勉強ができない（唯我葉月） - 2シリーズ
- けだまのゴンじろー（スタッフ）
- 女子高生の無駄づかい（生徒達）
- 炎炎ノ消防隊（2019年 - 2025年、シスター桜） - 2シリーズ
- ありふれた職業で世界最強（2019年 - 2022年、菅原妙子） - 2シリーズ
- 星合の空（御杖夏南子）
- Dr.STONE（子供）

2020年
- ハクション大魔王2020（天野川みほし）
- ミュークルドリーミー（2020年 - 2021年、押尾部長〈押尾好美〉） - 2シリーズ
- モンスター娘のお医者さん（妖精、妖精1、ハーピーC）
- とある科学の超電磁砲T（美山写影）
- あひるの空（秋吉）
- 最響カミズモード!（2020年 - 2021年、丹波リン）
- ご注文はうさぎですか? BLOOM（客）

2021年
- WIXOSS DIVA(A)LIVE（デウス）
- ホリミヤ（女子高校生）
- ピーチボーイリバーサイド（ミリア / 髪鬼）
- カードファイト!! ヴァンガード overDress（女生徒）

2022年
- ハコヅメ〜交番女子の逆襲〜（女子高生）
- くノ一ツバキの胸の内（ヒグルマ）
- アイドリッシュセブン Third BEAT!（女の子A）
- うる星やつら (2022)（アナウンス）

2023年
- イジらないで、長瀞さん 2nd Attack（真城）
- 贄姫と獣の王（アルバ姫）
- SYNDUALITY Noir（少年カナタ）
- 七つの魔剣が支配する（女子生徒C）

2024年
- アイドルマスター シャイニーカラーズ（八宮めぐる） - 2シリーズ
- 花野井くんと恋の病（小学生の花野井くん）
- キンダーガーデン・ミュージカル（カーリー）

2025
- 顔に出ない柏田さんと顔に出る太田君（小田島さん）

### 劇場アニメ
- モンスターストライク THE MOVIE ルシファー 絶望の夜明け（2020年、オラネ[34]）

### Webアニメ
- ベイブレードバースト ガチ（2019年、観客）
- モンスターストライク （2019年、オラネ）
- 斉木楠雄のΨ難 Ψ始動編（2019年、カナコ）
- 月曜日のたわわ2（2021年、女子生徒、牧場のお客さん）

### OVA
- ぼくたちは勉強ができない（2019年、唯我葉月[35]） - コミックス第14巻アニメBD同梱版

### ゲーム
2018年
- ぎゃる☆がん2（坂口霞）
- 編隊少女 -フォーメーションガールズ-（大山真純）
- アイドルマスター シャイニーカラーズ（2018年 - 2025年、八宮めぐる）
- ファントム オブ キル（ニール）
- ブラウンダスト（2018年 - 2020年、エルドラ、スイ）
- クイズRPG 魔法使いと黒猫のウィズ（ジル・メイシー）
- 黒騎士と白の魔王（エルルーン）

2019年
- モンスターストライク （オラネ、ジュジュ・アロメロ）
- 荒野のコトブキ飛行隊 大空のテイクオフガールズ!（リッタ）
- 白き鋼鉄のX THE OUT OF GUNVOLT（2019年 - 2022年、RoRo、マザー） - 2作品
- Project NOAH -プロジェクト・ノア-（桃原咲亜矢）

2020年
- マギアレコード 魔法少女まどか☆マギカ外伝（2020年 - 2022年、鈴鹿さくや）
- ブレイブソード×ブレイズソウル（ルイゼット）
- ドールズフロントライン（Gr VP70、マガル）
- ワールドフリッパー（サマサ）
- アズールレーン（2020年 - 2024年、U-96）
- グラフィティスマッシュ（レギーナ）

2021年
- アイドルマスター ポップリンクス（八宮めぐる）
- ラストピリオド -終わりなき螺旋の物語-（クレヴァー）
- シノビマスター 閃乱カグラ NEW LINK（椿）
- 白夜極光（キーティン、ユニメート）
- Caligula2（キィ）
- Fate/Grand Order（2021年 - 2025年、ドブルイニャ・ニキチッチ）

2022年
- Dusk Diver2 崑崙靈動（RoRo） - DLC追加キャラクター
- アルケミストガーデン（チェルミー）
- アリスフィクション（アントワネット）
- 蒼き雷霆 ガンヴォルトシリーズ（2022年 - 2025年、RoRo〈二代目〉） - 2作品
- メメントモリ（テオドラ）

2023年
- World Ⅱ World（ダルミシア）
- アイドルマスター シャイニーカラーズ Song for Prism（2023年 - 2025年、八宮めぐる）
- サンローラン騎士団（鍛冶屋セーラ）
- 終わらない季節の真ん中で（咲夜花火）

2024年
- GUNVOLT RECORDS 電子軌録律（RoRo）
- ロロパズミクス（RoRo）
- Cthulhu Mythos ADV 呪禍に沈む島（天沙環ハツミ）
- カイジ外伝：激熱の街（小倉美琴）
- カルドアンシェル（RoRo〈白き鋼鉄のXシリーズ〉、ホアセン、リリム）

2025年
- アイドルマスター ツアーズ（八宮めぐる）
- VIRTUAL GIRL @ WORLD'S END（サクラ）
- アビスディア（イリナ）

### ドラマCD
- アイドルマスター シャイニーカラーズ「遅く起きた朝は……」（2018年、八宮めぐる[71]） - 「アイドルマスター シャイニーカラーズ ファーストガイドブック」特典
- 午前0時、キスしに来てよ（2018年） - 第9巻ドラマCD付き特装版
- 白き鋼鉄のX THE OUT OF GUNVOLT プロローグ - 希望の歌姫 -（2020年、RoRo[72]）
- Octave!! side OVER RUN!!（2021年・2022年、古谷陽子[73]）

### ラジオ
※はインターネット配信。
- 峯田茉優の本気！アニラブ（2017年 - 2018年、超!A&G+※）[74]
- アイドルマスター シャイニーカラーズ はばたきラジオステーション（2018年 - 、ASOBI CHANNEL※） - 週替わりパーソナリティ
- みほまゆ（2019年、超!A&G+※）[75]
- THE IDOLM@STER MUSIC ON THE RADIO（2019年、ニコニコ生放送※）[76] - アシスタントパーソナリティー
- 峯田・和泉のぽてまぼ！（2020年 - 2023年、ニコニコ動画「アニたまどっとコムチャンネル」※）[77]
- OVER RADIO!! （2021年 - 、YouTube・ニコニコ生放送※）[78]

### ウェブ番組
- 阿部里果・峯田茉優の「隠し玉！」（2019年 - 2020年、ニコニコ生放送）[41]
- ガンヴォルト情報局（2019年 - 2020年・2021年 - 2022年、YouTube・ニコニコ生放送）[79]
- 田中有紀・峯田茉優の1+1=田（2020年、ニコニコ生放送）[80]
- 峯田茉優と天野聡美 まったリミッツ with ktym（2020年、YouTube）[81]
- ポプマス生配信（2020年、ニコニコ生放送・YouTube Live・Periscope） - ポプマス宣伝大使[82][83]
- 峯田茉優は香里有佐と仲良くなりたい！（2021年 - 、ニコニコ生放送・YouTube Live）[84]
- 峯田茉優のMAYU Connection（2022年 - 2023年、ニコニコチャンネル+）[85]
- 相良茉優 と 峯田茉優の 「まゆまゆ の まにまに」 （2023年 - 2024年、ニコニコ生放送）[86]

### テレビ番組
- BOAT RACEプレミア ハートビートボート（2020年 - 、BSフジ） - 準レギュラー[87]
- あしたが変わるトリセツショー（2022年 - 、NHK総合） - コトリンキー[88]、ナレーション

### 朗読劇
- 青春の一ページを、キスでめくって（2020年7月11日、オンライン配信） - 竹岡真歩（第1部・第2部）、櫛野悠里（第3部） 役[89]
- これより作戦を開始する（2020年7月11日、オンライン配信） - 江崎（第1部・第2部）、朝水（第3部） 役
- 彼女が好きなものはホモであって僕ではない（2021年9月2日・3日、草月ホール） - 三浦紗枝 役[90]
- アルセーヌ・ルパン～ああ、哀しき怪盗紳士～（2021年10月21日、紀伊国屋ホール） - ミス・ネリー / アンリエット 役[91]
- 音楽朗読劇「モンテ・クリスト伯」（2021年11月12日、紀伊国屋ホール） - メルセデス 役[92]
- 君の小説に登場する僕は（2022年5月3日、TOKYO FM HALL） - 一花 役[93]
- 吸血鬼ドラキュラ～Eternal Love～（2022年8月21日、TOKYO FM HALL） - ミナ 役[94]
- 朗読劇✕日本伝統芸能 コラボレーション第3弾 幽玄朗読舞「SEIMEI　鬼と人と〜安達ヶ原より～」（2023年9月12日、銀座博品館劇場） - 式神 役[95]
- 朗読劇「若きウェルテルの悩み」（2024年5月5日、TOKYO FM HALL）- ロッテ 役[96]
- 朗読劇「ネコたん！〜猫町怪異奇譚〜」（2024年5月18日、あうるすぽっと） - 龍石李依 役[97]
- 朗読劇「ネコたん！弐 〜猫町怪異奇譚〜 仮面遊戯殺猫事件」（2024年11月19日、草月ホール） - 阿修羅飄 役[98]
- 朗読劇「ネコたん！弐 ぷらす〜猫町怪異奇譚〜」（2025年6月21日、あうるすぽっと） - 財部梨杏 役[99]

### 舞台
- LIAR GAME murder mystery「爆発廃工場 〜犯人の挑戦状〜」「首切りホテル 〜最後の夜宴〜」（2024年6月11日、飛行船シアター）- アスリート（昼公演）、警備員（夜公演） 役[100]
- パフォーマンスユニットTWT vol.13「セント・メグル・タイム-ぼくらの時空転々記-」（2024年8月24日、新宿シアタートップス）- 修理屋、メグル 役[101]
- シネマダミス『超時空捜査隊マルキュー』（2025年1月19日、１０９シネマズ木場）- 薔薇ヶ崎あかね 役[102]

### 映像商品
- 「THE IDOLM@STER SHINY COLORS 1stLIVE FLY TO THE SHINY SKY」Blu-ray（2019年）[103]
- バンダイナムコエンターテインメントフェスティバル 2days LIVE Blu-ray（2020年）[104]
- 「THE IDOLM@STER SHINY COLORS MUSIC DAWN」Blu-ray（2021年）[105]
- 「THE IDOLM@STER SHINY COLORS 2ndLIVE STEP INTO THE SUNSET SKY」Blu-ray（2021年）[106]
- 「THE IDOLM@STER SHINY COLORS 3rdLIVE TOUR PIECE ON PLANET / NAGOYA / TOKYO / FUKUOKA」Blu-ray（2022年）[107]  [108]  [109]
- 「THE IDOLM@STER SHINY COLORS 4thLIVE 空は澄み、今を越えて。」Blu-ray（2022年）[110]
- バンダイナムコエンターテインメントフェスティバル 2nd 2days LIVE Blu-ray（2023年）[111]
- THE IDOLM@STER M@STERS OF IDOL WORLD!!!!! 2023 Blu-ray PERFECT BOX!!!!!（2023年）[112]
- 「THE IDOLM@STER SHINY COLORS 5thLIVE If I_wings.」Blu-ray（2023年）[113]
- 283PRODUCTION SOLO PERFORMANCE LIVE「我儘なまま」Blu-ray（2024年）[114]
- THE IDOLM@STER SHINY COLORS 5.5th Anniversary LIVE「星が見上げた空」Blu-ray（2024年）[115]
- 「異次元フェス アイドルマスター★♥ラブライブ！歌合戦」Blu-ray（2024年）[116]

### フォトブック
- 【峯田茉優は香里有佐と仲良くなりたい！】スペシャルデジタルフォトブック（2022年）[117]
- 峯田茉優1stPHOTOBOOK「AURORA」（2023年）[118]

### アパレルコラボ
- ARMA BIANCA（2020年）[119]
- LIVERTINE AGE（2020年）[120]
- ヴィレッジヴァンガード（2022年）[121]
- KINGLYMASK（2022年）[122]
- GEKIROCK CLOTHING（2025年）[123]

### ASMR
- お耳癒しコンセプトカフェ『セゾン・ヒーリング』～妹喫茶へようこそ。うみがお兄ちゃんを癒してあげる！～（2025年）[124]

### その他コンテンツ
- LINEスタンプ『アイドルマスター シャイニーカラーズ』（2019年 - 2020年、八宮めぐる） - 2作品[一覧 8]
- PV『サイコパスガール イン ヤクザランド』（2020年、徒花[125]）
- アイドルマスター ポップリンクス「ひと息プロデュース！篇」（2021年、顔出し出演）
- シュラとニコのしな水大冒険！（2021年、ニコ[126]）
- CHARMS!!（2021年 - 、桜木梢枝[127]）
- ありふれた職業で世界最強 ボイスドラマ（2022年、菅原妙子）
- マイフラワー2-30（2023年、三咲マイ[128]）
- SynthesizerV (2024年、宮舞モカ[129])
- VOICEPEAK（2024年、宮舞モカ[130]）
- 創彩少女庭園（2024年 - 、成瀬タクト / 成瀬詩季[131][132]）
- 大河幻想ラジオドラマ「魔道祖師」（2024年、羅青羊[133]）

## ディスコグラフィ

### ミニアルバム
|            | 発売日       | タイトル    | 規格品番    | 規格品番  | オリコン 最高位 |
| 初回限定盤 | 発売日       | タイトル    | 通常盤      |           | オリコン 最高位 |
| ---------- | ------------ | ----------- | ----------- | --------- | --------------- |
| 1st        | 2023年8月2日 | WHO ARE ME? | MUCD-8175/6 | MUCD-1514 | 21位            |

### キャラクターソング
| 発売日         | 商品名 | 歌 | 楽曲 | 備考                                                                             |
| -------------- | --- | --- | --- | -------------------------------------------------------------------------------- |
| 2018年6月6日   | THE IDOLM@STER SHINY COLORS BRILLI@NT WING 01 Spread the Wings!!                                                                                          | シャイニーカラーズ                                                                                                   | 「Spread the Wings!!」 「Multicolored Sky」 | ゲーム『アイドルマスター シャイニーカラーズ』テーマソング                        |
| 2018年7月4日   | THE IDOLM@STER SHINY COLORS BRILLI@NT WING 02 ヒカリのdestination                                                                                         | イルミネーションスターズ                                                                                             | 「ヒカリのdestination」 「虹になれ」 「Spread the Wings!!」 | ゲーム『アイドルマスター シャイニーカラーズ』関連曲                              |
| 2018年12月19日 | THE IDOLM@STER SHINY COLORS SE@SONAL WINTER | シャイニーカラーズ                                                                                                   | 「SNOW FLAKES MEMORIES」 「Let's get a chance」 | ゲーム『アイドルマスター シャイニーカラーズ』関連曲                              |
| 2019年3月9日   | THE IDOLM@STER SHINY COLORS SOLO COLLECTION -1stLIVE FLY TO THE SHINY SKY-                                                                                | 八宮めぐる（峯田茉優）                                                                                               | 「ヒカリのdestination」 | ゲーム『アイドルマスター シャイニーカラーズ』関連曲                              |
| 2019年4月10日  | THE IDOLM@STER SHINY COLORS FR@GMENT WING 01 | シャイニーカラーズ                                                                                                   | 「Ambitious Eve」 「いつか Shiny Days」 | ゲーム『アイドルマスター シャイニーカラーズ』関連曲                              |
| 2019年5月8日   | THE IDOLM@STER SHINY COLORS FR@GMENT WING 02 | イルミネーションスターズ                                                                                             | 「We can go now!」 「トライアングル」 「Ambitious Eve」 | ゲーム『アイドルマスター シャイニーカラーズ』関連曲                              |
| 2019年8月18日  | THE IDOLM@STER SHINY COLORS SOLO COLLECTION -SUMMER PARTY 2019-                                                                                           | 八宮めぐる（峯田茉優）                                                                                               | 「虹になれ」 | ゲーム『アイドルマスター シャイニーカラーズ』関連曲                              |
| 2019年9月26日  | 白き鋼鉄のX THE OUT OF GUNVOLT CYBER DIVE RoRo VOCAL CD                                                                                                   | RoRo（峯田茉優） | 「白銀の約束」 「大祓」 「リアルダイアリー」 「オリジナルコード」 「キミとエクスプロージョン」 「記憶解放MIAOU」 「ぼくたちのシンパシー」 「3.2.1.0」 「ストレス☆アラーム」 「希望灯」                                                      | ゲーム『白き鋼鉄のX THE OUT OF GUNVOLT』劇中歌                                   |
| 2019年12月18日 | THE IDOLM@STER SHINY COLORS FUTURITY SMILE | シャイニーカラーズ                                                                                                   | 「FUTURITY SMILE」 「Spread the Wings!!」 | ゲーム『アイドルマスター シャイニーカラーズ』関連曲                              |
| 2020年2月12日  | THE IDOLM@STER SHINY COLORS SWEET♡STEP | シャイニーカラーズ                                                                                                   | 「SWEET♡STEP」 「Multicolored Sky」 | ゲーム『アイドルマスター シャイニーカラーズ』関連曲                              |
| 2020年3月21日  | THE IDOLM@STER SHINY COLORS SOLO COLLECTION -SPRING PARTY 2020-                                                                                           | 八宮めぐる（峯田茉優）                                                                                               | 「We can go now!」 | ゲーム『アイドルマスター シャイニーカラーズ』関連曲                              |
| 2020年4月8日   | THE IDOLM@STER SHINY COLORS GR@DATE WING 01 | シャイニーカラーズ                                                                                                   | 「シャイノグラフィ」 「Dye the sky.」 | ゲーム『アイドルマスター シャイニーカラーズ』関連曲                              |
| 2020年7月29日  | THE IDOLM@STER SHINY COLORS SOLO COLLECTION -2ndLIVE STEP INTO THE SUNSET SKY-                                                                            | 八宮めぐる（峯田茉優）                                                                                               | 「トライアングル」 | ゲーム『アイドルマスター シャイニーカラーズ』関連曲                              |
| 2020年9月30日  | なんどでも笑おう | THE IDOLM@STER FIVE STARS!!!                                                                                         | 「なんどでも笑おう」 | 「アイドルマスターシリーズ」関連曲                                               |
| 2020年9月30日  | なんどでも笑おう【シャイニーカラーズ盤】 | シャイニーカラーズ                                                                                                   | 「なんどでも笑おう」 | 「アイドルマスターシリーズ」関連曲                                               |
| 2020年9月30日  | なんどでも笑おう【シャイニーカラーズ盤】 | 八宮めぐる（峯田茉優）                                                                                               | 「なんどでも笑おう」 | 「アイドルマスターシリーズ」関連曲                                               |
| 2020年10月14日 | THE IDOLM@STER SHINY COLORS GR@DATE WING 02 | イルミネーションスターズ                                                                                             | 「Twinkle way」 「Happy Funny Lucky」 「シャイノグラフィ」 | ゲーム『アイドルマスター シャイニーカラーズ』関連曲                              |
| 2020年10月31日 | THE IDOLM@STER SHINY COLORS SOLO COLLECTION -MUSIC DAWN-                                                                                                  | 八宮めぐる（峯田茉優）                                                                                               | 「SNOW FLAKES MEMORIES」 | ゲーム『アイドルマスター シャイニーカラーズ』関連曲                              |
| 2020年12月23日 | 荒野のコトブキ飛行隊 大空のテイクオフガールズ！ チームソングミニアルバム                                                                                  | カナリア自警団 | 「ことりのマーチ」 | ゲーム『荒野のコトブキ飛行隊 大空のテイクオフガールズ！』関連曲                  |
| 2021年3月10日  | THE IDOLM@STER SHINY COLORS COLORFUL FE@THERS -Sol- | 八宮めぐる（峯田茉優）                                                                                               | 「HAREBARE!!」 | ゲーム『アイドルマスター シャイニーカラーズ』関連曲                              |
| 2021年3月10日  | THE IDOLM@STER SHINY COLORS COLORFUL FE@THERS -Sol- | Team.Sol | 「SOLAR WAY」 | ゲーム『アイドルマスター シャイニーカラーズ』関連曲                              |
| 2021年4月14日  | THE IDOLM@STER SHINY COLORS L@YERED WING 01 | シャイニーカラーズ                                                                                                   | 「Resonance⁺」 「Color Days」 | ゲーム『アイドルマスター シャイニーカラーズ』関連曲                              |
| 2021年4月24日  | THE IDOLM@STER SHINY COLORS SOLO COLLECTION -3rdLIVE TOUR PIECE ON PLANET / TOKYO-                                                                        | 八宮めぐる（峯田茉優）                                                                                               | 「Twinkle way」 | ゲーム『アイドルマスター シャイニーカラーズ』関連曲                              |
| 2021年5月19日  | THE IDOLM@STER SHINY COLORS L@YERED WING 02 | イルミネーションスターズ                                                                                             | 「PRISISM」 「スマイルシンフォニア」 「Resonance⁺」 | ゲーム『アイドルマスター シャイニーカラーズ』関連曲                              |
| 2021年5月29日  | THE IDOLM@STER SHINY COLORS SOLO COLLECTION -3rdLIVE TOUR PIECE ON PLANET / FUKUOKA-                                                                      | 八宮めぐる（峯田茉優）                                                                                               | 「Happy Funny Lucky」 | ゲーム『アイドルマスター シャイニーカラーズ』関連曲                              |
| 2021年7月31日  | WIXOSS DIVA(A)LIVE BD第2巻特典CD | デウス・エクス・マキナ                                                                                               | 「TRIGGER OF VICTORY」 | テレビアニメ『WIXOSS DIVA(A)LIVE』エンディングテーマ                             |
| 2021年10月27日 | Caligula2-カリギュラ2- オリジナルサウンドトラック | キィ（峯田茉優） | 「永遠の銀」 「オルターガーデン」 「スワップアウト」 「Q愛セニョリータ」 「Designed desires」 「祈っているだけ」 「ミス・コンダクタ」 「xxxx/xx/xx」 「SINGI」 「コスモダンサー」 「Suicide Prototype」 「Distorted † Happiness」 「Orbit」 | ゲーム『Caligula2』挿入歌                                                        |
| 2022年1月26日  | Octave!! Side OVER RUN!! TUNE.2 | 古谷陽子（峯田茉優）                                                                                                 | 「UNISON!!!!」 | ドラマCD『Octave!! Side OVER RUN!!』関連曲                                       |
| 2022年1月27日  | RoRo Robotics Vox/ロロロヴォ | RoRo（峯田茉優） | 「好奇心イコール可能性！」 「秒読みスタートダッシュ！」 「命題:>」 「つなげて新世界」 「もうひとりじゃない」 「愛のありか」 「あいうえおまじない」 「鎮花祭」                                                                               | ゲーム『白き鋼鉄のX2』劇中歌                                                     |
| 2022年2月14日  | THE IDOLM@STER SHINY COLORS SOLO COLLECTION -L@YERED WING part 1-                                                                                         | 八宮めぐる（峯田茉優）                                                                                               | 「PRISISM」 | ゲーム『アイドルマスター シャイニーカラーズ』関連曲                              |
| 2022年2月14日  | THE IDOLM@STER SHINY COLORS SOLO COLLECTION -L@YERED WING part 2-                                                                                         | 八宮めぐる（峯田茉優）                                                                                               | 「スマイルシンフォニア」 | ゲーム『アイドルマスター シャイニーカラーズ』関連曲                              |
| 2022年4月13日  | THE IDOLM@STER SHINY COLORS PANOR@MA WING 01 | シャイニーカラーズ                                                                                                   | 「虹の行方」 「Daybreak Age」 | ゲーム『アイドルマスター シャイニーカラーズ』関連曲                              |
| 2022年4月23日  | THE IDOLM@STER SHINY COLORS Synthe-Side 03 | イルミネーションスターズ、アルストロメリア、シーズ                                                                   | 「Secret utopIA」 | ゲーム『アイドルマスター シャイニーカラーズ』関連曲                              |
| 2022年4月23日  | THE IDOLM@STER SHINY COLORS Synthe-Side 03 | 八宮めぐる（峯田茉優）                                                                                               | 「Secret utopIA」 | ゲーム『アイドルマスター シャイニーカラーズ』関連曲                              |
| 2022年5月11日  | THE IDOLM@STER SHINY COLORS PANOR@MA WING 02 | イルミネーションスターズ                                                                                             | 「FELICE」 「イルミネイトコンサート」 「虹の行方」 | ゲーム『アイドルマスター シャイニーカラーズ』関連曲                              |
| 2022年7月6日   | くノ一ツバキの胸の内 あかね組音楽集 | タチアオイ（市ノ瀬加那）、ヒグルマ（峯田茉優）、ハギ（近藤玲奈）                                                     | 「あかね組活動日誌 ～子班～」 | テレビアニメ『くノ一ツバキの胸の内』エンディングテーマ                           |
| 2022年7月6日   | くノ一ツバキの胸の内 あかね組音楽集 | あかね組ねうしとらうたつみうまひつじさるとりいぬい                                                                   | 「あかね組活動日誌 ～ねうしとらうたつみうまひつじさるとりいぬい大集合！～」 | テレビアニメ『くノ一ツバキの胸の内』エンディングテーマ                           |
| 2022年8月13日  | THE IDOLM@STER SHINY COLORS B☆Health | シャイニーカラーズ                                                                                                   | 「283体操」 「シャイニーエクササイズ」 | ゲーム『アイドルマスター シャイニーカラーズ』関連曲                              |
| 2022年8月26日  | CHARMS!! ユニットデビューシリーズ #3 サクラ＊ティア | 桜木梢枝（峯田茉優）                                                                                                 | 「決して枯れぬ花」 | 『CHARMS!!』関連曲                                                               |
| 2022年8月26日  | CHARMS!! ユニットデビューシリーズ #3 サクラ＊ティア | サクラ＊ティア | 「NICO*ICHI」 | 『CHARMS!!』関連曲                                                               |
| 2023年1月18日  | THE IDOLM@STER SHINY COLORS WING COLLECTION -A side- | シャイニーカラーズ                                                                                                   | 「Spread the Wings!! -25 colors-」 「Ambitious Eve -25 colors-」 「シャイノグラフィ -25 colors-」 「Resonance⁺ -25 colors-」 「SNOW FLAKES MEMORIES -25 colors-」 「FUTURITY SMILE -25 colors-」                                            | ゲーム『アイドルマスター シャイニーカラーズ』関連曲                              |
| 2023年2月8日   | THE IDOLM@STER SHINY COLORS WING COLLECTION -B side- | シャイニーカラーズ                                                                                                   | 「Multicolored Sky -25 colors-」 「いつか Shiny Days -25 colors-」 「Dye the sky. -25 colors-」 「Color Days -25 colors-」 「Let's get a chance -25 colors-」 「SWEET♡STEP -25 colors-」                                                    | ゲーム『アイドルマスター シャイニーカラーズ』関連曲                              |
| 2023年2月11日  | THE IDOLM@STER SHINY COLORS SOLO COLLECTION -M@STERS OF IDOL WORLD!!!!! 2023-                                                                             | 八宮めぐる（峯田茉優）                                                                                               | 「Let’s get a chance」 | ゲーム『アイドルマスター シャイニーカラーズ』関連曲                              |
| 2023年3月18日  | THE IDOLM@STER SHINY COLORS SOLO COLLECTION -5thLIVE If I_wings. part1-                                                                                   | 八宮めぐる（峯田茉優）                                                                                               | 「FELICE」 | ゲーム『アイドルマスター シャイニーカラーズ』関連曲                              |
| 2023年3月18日  | THE IDOLM@STER SHINY COLORS SOLO COLLECTION -5thLIVE If I_wings. part2-                                                                                   | 八宮めぐる（峯田茉優）                                                                                               | 「イルミネイトコンサート」 | ゲーム『アイドルマスター シャイニーカラーズ』関連曲                              |
| 2023年4月12日  | THE IDOLM@STER SHINY COLORS “CANVAS” 01 | イルミネーションスターズ                                                                                             | 「Forward March!!!」 「星が流れて」 「BRIGHTEST WHITE」 | ゲーム『アイドルマスター シャイニーカラーズ』関連曲                              |
| 2023年5月8日   | マイフラワー2-30 オリジナルサウンドトラック | 三咲マイ（峯田茉優）                                                                                                 | 「マナツのマホウ」 「三日月のリフレイン」 「オレンジ色の海と空」 | パチスロ『マイフラワー2-30』挿入歌                                               |
| 2023年5月26日  | CHARMS!! 1stデビューシングル 「WE ARE CHARMS!!」 | CHARMS! | 「CHARMS!!」 | 『CHARMS!!』関連曲                                                               |
| 2023年5月26日  | CHARMS!! 1stデビューシングル 「WE ARE CHARMS!!」 | サクラ＊ティア | 「CHARMS!!」 | 『CHARMS!!』関連曲                                                               |
| 2023年5月26日  | CHARMS!! 1stデビューシングル 「WE ARE CHARMS!!」 | CHARMS! | 「WE ARE CHARMS!!」 | 『CHARMS!!』関連曲                                                               |
| 2023年7月22日  | THE IDOLM@STER SHINY COLORS SOLO COLLECTION -SOLO PERFORMANCE LIVE 我儘なまま Sol-                                                                        | 八宮めぐる（峯田茉優）                                                                                               | 「SOLAR WAY」 | ゲーム『アイドルマスター シャイニーカラーズ』関連曲                              |
| 2023年7月26日  | CRYST@LOUD | 天海春香（中村繪里子）、渋谷凛（福原綾香）、伊吹翼（Machico）、天道輝（仲村宗悟）、八宮めぐる（峯田茉優）            | 「CRYST@LOUD」 | ライブイベント『THE IDOLM@STER M@STERS OF IDOL WORLD!!!!! 2023』テーマソング     |
| 2023年7月26日  | CRYST@LOUD | 八宮めぐる（峯田茉優）                                                                                               | 「CRYST@LOUD」 | ライブイベント『THE IDOLM@STER M@STERS OF IDOL WORLD!!!!! 2023』テーマソング     |
| 2023年10月18日 | THE IDOLM@STER SHINY COLORS Song for Prism 星の声 | シャイニーカラーズ                                                                                                   | 「星の声」 | ゲーム『アイドルマスター シャイニーカラーズ Song for Prism』テーマソング         |
| 2024年3月2日   | THE IDOLM@STER SHINY COLORS SOLO COLLECTION -6thLIVE TOUR Come and Unite! part1-                                                                          | 八宮めぐる（峯田茉優）                                                                                               | 「Forward March!!!」 | ゲーム『アイドルマスター シャイニーカラーズ』関連曲                              |
| 2024年3月2日   | THE IDOLM@STER SHINY COLORS SOLO COLLECTION -6thLIVE TOUR Come and Unite! part2-                                                                          | 八宮めぐる（峯田茉優）                                                                                               | 「星が流れて」 | ゲーム『アイドルマスター シャイニーカラーズ』関連曲                              |
| 2024年3月2日   | THE IDOLM@STER SHINY COLORS SOLO COLLECTION -6thLIVE TOUR Come and Unite! part3-                                                                          | 八宮めぐる（峯田茉優）                                                                                               | 「BRIGHTEST WHITE」 | ゲーム『アイドルマスター シャイニーカラーズ』関連曲                              |
| 2024年4月10日  | THE IDOLM@STER SHINY COLORS ツバサグラビティ | シャイニーカラーズ                                                                                                   | 「ツバサグラビティ」 | テレビアニメ『アイドルマスター シャイニーカラーズ』オープニングテーマ            |
| 2024年4月10日  | THE IDOLM@STER SHINY COLORS ツバサグラビティ | イルミネーションスターズ                                                                                             | 「ツバサグラビティ」 | テレビアニメ『アイドルマスター シャイニーカラーズ』関連曲                        |
| 2024年4月17日  | THE IDOLM@STER SHINY COLORS シャイニーPRオファー Vol.3 | 芹沢あさひ（田中有紀）、八宮めぐる（峯田茉優）、西城樹里（永井真里子)                                                | 「GOTCHA」 | ゲーム『アイドルマスター シャイニーカラーズ』関連曲                              |
| 2024年5月22日  | THE IDOLM@STER SHINY COLORS Song for Prism 枕木の歌 / Happier                                                                                             | イルミネーションスターズ                                                                                             | 「枕木の歌」 | ゲーム『アイドルマスター シャイニーカラーズ Song for Prism』関連曲               |
| 2024年7月27日  | THE IDOLM@STER SHINY COLORS LIVE FUN!! -Beyond the Blue sky part1-                                                                                        | 八宮めぐる（峯田茉優）                                                                                               | 「ツバサグラビティ」 | テレビアニメ『アイドルマスター シャイニーカラーズ』関連曲                        |
| 2024年10月9日  | THE IDOLM@STER SHINY COLORS プリズムフレア | シャイニーカラーズ                                                                                                   | 「プリズムフレア」 | テレビアニメ『アイドルマスター シャイニーカラーズ 2nd season』オープニングテーマ |
| 2024年10月9日  | THE IDOLM@STER SHINY COLORS プリズムフレア | イルミネーションスターズ                                                                                             | 「プリズムフレア」 | テレビアニメ『アイドルマスター シャイニーカラーズ 2nd season』関連曲             |
| 2024年10月30日 | THE IDOLM@STER SHINY COLORS Happy Surprise Trick! | 八宮めぐる（峯田茉優）、三峰結華（希水しお）、小宮果穂（河野ひより）、西城樹里（永井真里子）、大崎甘奈（黒木ほの香） | 「CANDY UNIVERSE」 | テレビアニメ『アイドルマスター シャイニーカラーズ 2nd season』関連曲             |
| 2024年10月30日 | THE IDOLM@STER SHINY COLORS Happy Surprise Trick! | シャイニーカラーズ                                                                                                   | 「Poison Berry Daughters」 | テレビアニメ『アイドルマスター シャイニーカラーズ 2nd season』関連曲             |
| 2024年12月11日 | アイ NEED YOU（FOR WONDERFUL STORY）【シャイニーカラーズ盤】                                                                                              | THE IDOLM@STER BRILLIANT STARS                                                                                       | 「アイ NEED YOU（FOR WONDERFUL STORY）」 | 「アイドルマスターシリーズ」20周年記念楽曲                                       |
| 2024年12月11日 | アイ NEED YOU（FOR WONDERFUL STORY）【シャイニーカラーズ盤】                                                                                              | シャイニーカラーズ                                                                                                   | 「アイ NEED YOU（FOR WONDERFUL STORY）」 | 「アイドルマスターシリーズ」20周年記念楽曲                                       |
| 2024年12月11日 | アイ NEED YOU（FOR WONDERFUL STORY）【シャイニーカラーズ盤】                                                                                              | 八宮めぐる（峯田茉優）                                                                                               | 「アイ NEED YOU（FOR WONDERFUL STORY）」 | 「アイドルマスターシリーズ」20周年記念楽曲                                       |
| 2024年12月25日 | THE IDOLM@STER SHINY COLORS Over the prism | イルミネーションスターズ                                                                                             | 「星の数だけ」 | テレビアニメ『アイドルマスター シャイニーカラーズ 2nd season』関連曲             |
| 2024年12月25日 | THE IDOLM@STER SHINY COLORS Over the prism | シャイニーカラーズ                                                                                                   | 「プリズムフレア -23 colors-」 | テレビアニメ『アイドルマスター シャイニーカラーズ 2nd season』関連曲             |
| 2025年1月22日  | THE IDOLM@STER SHINY COLORS ECHOES 01 | イルミネーションスターズ                                                                                             | 「STARRY PLACE」 「晴れのちバルーン」 「Migratory Echoes」 | ゲーム『アイドルマスター シャイニーカラーズ』関連曲                              |
| 2025年1月29日  | THE IDOLM@STER SHINY COLORS Song for Prism Shower of light / 快盗Vを見逃すな                                                                              | イルミネーションスターズ                                                                                             | 「Shower of light」 | ゲーム『アイドルマスター シャイニーカラーズ Song for Prism』関連曲               |
| 2025年7月24日  | 蒼き雷霆 ガンヴォルト トライアングルエディション 10周年記念（テンスバーサリー）コンプリートBOX同梱CD「蒼き雷霆 ガンヴォルト ボーナスソングコレクション 」 | RoRo（峯田茉優） | 「ピッカピカのわっふ♪」 | ゲーム『GUNVOLT RECORDS 電子軌録律（サイクロニクル）』挿入歌                     |
| 2025年7月24日  | 蒼き雷霆 ガンヴォルト トライアングルエディション 10周年記念（テンスバーサリー）コンプリートBOX同梱CD「蒼き雷霆 ガンヴォルト ボーナスソングコレクション 」 | RoRo（峯田茉優） | 「藍の運命」 | ゲーム『蒼き雷霆 ガンヴォルト 爪』主題歌                                         |
| 2025年7月24日  | 蒼き雷霆 ガンヴォルト トライアングルエディション 10周年記念（テンスバーサリー）コンプリートBOX同梱CD「蒼き雷霆 ガンヴォルト ボーナスソングコレクション 」 | RoRo（峯田茉優） | 「虚空の円環（リング）」 「多元的宇宙（マルチユニバース）」 「菫青石（アイオライト）」 「瑠璃色刹那」 「大祓（イグナイター）」 「成層圏（ストラトスフィア）」                                                                               | ゲーム『蒼き雷霆 ガンヴォルト 爪』挿入歌                                         |
| 2025年7月24日  | 蒼き雷霆 ガンヴォルト トライアングルエディション 10周年記念（テンスバーサリー）コンプリートBOX同梱CD「蒼き雷霆 ガンヴォルト ボーナスソングコレクション 」 | モルフォ（櫻川めぐ）、RoRo（峯田茉優）                                                                               | 「藍の運命-デュエット版-」 | ゲーム『蒼き雷霆 ガンヴォルト 爪』挿入歌                                         |

### その他参加楽曲
| 発売日         | 商品名                   | 歌                 | 楽曲                         | 備考                                       |
| -------------- | ------------------------ | ------------------ | ---------------------------- | ------------------------------------------ |
| 2017年11月19日 | 君のオモいっ伝えたいっ!! | せぞん             | 「君のオモいっ伝えたいっ!!」 | ラジオ『本気！アニラブ』オープニングテーマ |
| 2021年6月27日  | Pattern Marble! (通常盤) | 峯田茉優, 和泉風花 | 「Pattern Marble!」          | 『峯田・和泉のぽてまぼ！』番組オリジナル曲 |
| 2021年6月27日  | Pattern Marble! (限定盤) | 峯田茉優           | 「Pattern Marble!」          | 『峯田・和泉のぽてまぼ！』番組オリジナル曲 |

## ライブ・イベント

### 単独イベント
| 出演日         | タイトル                                                    | 会場                           | 備考                   |
| -------------- | ----------------------------------------------------------- | ------------------------------ | ---------------------- |
| 2022年11月23日 | 峯田茉優 BIRTHDAY EVENT '22 ～Come up～                     | 新宿グラムシュタイン（東京都） |                        |
| 2022年11月23日 | 峯田茉優 FUN Meeting '22 ～The Answer～                     | 新宿グラムシュタイン（東京都） |                        |
| 2023年11月23日 | 峯田茉優 Birthday Event 2023 ～WHO ARE ME？～               | 新宿村LIVE（東京都）           | 応募多数により会場変更 |
| 2023年11月23日 | 峯田茉優 Birthday Event 2023 ～WHO ARE YOU GUYS？～         | 新宿村LIVE（東京都）           | 応募多数により会場変更 |
| 2024年11月10日 | Mayu Mineda BirthdayEvent2024 ～Love Leap Forth～【昼公演】 | 新宿村LIVE（東京都）           |                        |
| 2024年11月10日 | Mayu Mineda BirthdayEvent2024 ～Love Leap Forth～【夜公演】 | 新宿村LIVE（東京都）           |                        |
| 2025年3月22日  | 峯田茉優 上海ファンミーティング2025 昼公演                  | 智慧湾芸術劇場（上海）         |                        |
| 2025年3月22日  | 峯田茉優 上海ファンミーティング2025 夜公演                  | 智慧湾芸術劇場（上海）         |                        |

### 合同イベント
| 出演日        | タイトル                   | 会場                         | 備考                                     |
| ------------- | -------------------------- | ---------------------------- | ---------------------------------------- |
| 2023年9月16日 | ナガノアニエラフェスタ2023 | 佐久市駒場公園（長野県）     | 会場周辺での落雷による中断のため出演中止 |
| 2024年9月22日 | ナガノアニエラフェスタ2024 | 佐久市駒場公園（長野県）     | 会場内で発生した事件のため出演中止       |
| 2025年3月18日 | ZEPPIN DISCO Vol.3         | KT Zepp Yokohama（神奈川県） |                                          |
| 2025年6月26日 | ZEPPIN DISCO Vol.4         | KT Zepp Yokohama（神奈川県） |                                          |
| 2025年9月14日 | ナガノアニエラフェスタ2025 | 佐久市駒場公園（長野県）     |                                          |